# Blazing the Western Trail
Blazing the Western Trail è un film del 1945 diretto da Vernon Keays.
È un western statunitense con Charles Starrett, Tex Harding e Dub Taylor.
Fa parte della serie di film western della Columbia incentrati sul personaggio di Durango Kid.

## Produzione
Il film, diretto da Vernon Keays su una sceneggiatura di J. Benton Cheney, fu prodotto da Colbert Clark per la Columbia Pictures e girato nel ranch di Corriganville a Simi Valley, California, a Providencia Ranch, Hollywood Hills, Los Angeles, California, dal 21 agosto al 1º settembre 1944. Il titolo di lavorazione fu Raiders of Quanto Basin.

## Distribuzione
Il film fu distribuito negli Stati Uniti dal 18 settembre 1945 al cinema dalla Columbia Pictures.
Altre distribuzioni:
- in Brasile (Desbravadores do Oeste)
- nel Regno Unito (Who Killed Waring?)

## Promozione
Le tagline sono:
- ACTION...AT ITS BEST!
- ABLAZE with ACTION!
- THUNDERING THRILLS!
- THE DURANGO KID BLAZES A NEW THRILL TRAIL! Roaring guns...strumming guitars...swingy tunes...sizzling action!
- The BLAST Of Six-Guns Across The Range!